# Нікколо де Конті
Нікколò де Конті (італ. Niccolò dei Conti, бл. 1395—1469) — венеційський купець і мандрівник, який здійснив подорож до Індії та Південно-Східної Азії (і, можливо — до південного Китаю), на початку XV століття. Звіти про його подорожі було використано при створенні знаменитої карти Фра Мавро 1450 р., на якій вперше було вказано на можливе існування морського шляху з Європи в Індію навколо африканського континенту.
Де Конті вирушив з Венеції приблизно у 1419 році і протягом наступних 25 років подорожував купцем різноманітними країнами Азії. Прийняття ним ісламу, а також його знайомство з мовами та культурами ісламського світу уможливило його подорожі по багатьох місцях Сходу в складі торговельних караванів або на борту мусульманських торговельних кораблів.

## Передумови
За період з моменту мандрівки, здійсненої до Китаю Марко Поло (повернувся в Європу у 1295 р.) і до подорожі де Конті (повернувся у 1439 р.) не зберіглось даних про візити будь-яких інших італійських торговців до країн Південно-Східної Азії. Проте в цей період відбулась подорож монаха-францисканця Одорікуса Маттюцці (1286—1331) з Фріулі, який у 1310 році відвідав Вірменію, Месопотамію, Персію, Цейлон (Шрі-Ланка), Суматру, Яву, Камбоджу, Чампу та Китай.
Подорожі Де Конті відбувались в період встановлення зв'язків Тимуридів з Європою. Вони також відбувалися приблизно в той самий час і в тих самих місцях, що й китайські морські експедиції адмірала Чжен Хе. Звіти де Конті багато в чому узгоджуються з доповідями китайських авторів, які подорожували на кораблях Чжен Хе, таких як Ма Хуань (писав у 1433 р.) та Фей Сінь (писав приблизно в 1436 р.).

## Подорожі
Де Конті виїхав з Венеції приблизно в 1419 році і направився в Сирію, де в Дамаску вивчив арабську мову. З Дамаску Де Конті вирушив через пустелю в Багдад, а звідти поплив вниз по р. Тигр до Басри. Відтак він перетнув Перську затоку і переїхав до Персії (сучасний Іран), де вів з місцевими купцями торговельні справи і вивчив перську мову.
Згодом він перетнув Арабське море в подорожі до Камбея, в Гуджараті. До 1420 року він подорожував Індією до «Пакамурії», «Еллі» та Віджаянагара, столиці Декану. В Індії він вперше застосував вираз «італійська мова сходу» на позначення мови телугу, яка мала слова, що закінчуються голосними, подібними до італійської. В Індії Конті одружився, обравши собі за дружину місцеву індіанку. Він вирушив до «Маліапуру» на східному узбережжі Індії (ймовірно, сучасний Мілапоре, в Ченнаї), де відвідав могилу святого Фоми, який за переказами заснував там християнську громаду.
Близько 1421 року де Конті вирушив до «Педіра» на півночі Суматри, де провів рік, вивчаючи місцеву торгівлю, зокрема торгівлю золотом та спеціями (це був період досить інтенсивного контакту між Суматрою та Китаєм, зокрема завдяки подорожам Чжен Хе). Потім він здійснив 16-денну подорож до Тенасеріма на Малайському півострові. Звідти він відплив до гирла Гангу, відвідав Сонаргаон і Читтагонг (в сучасному Бангладеш), а потім вирушив сушею до Аракана (нині штат Ракхайн, Бірма). Після подорожі Бірмою, він переплив на Яву, де провів дев'ять місяців, перед тим як вирушити до Чампи (у сучасному В'єтнамі).
Де Конті описав Південно-Східну Азію як «землю, що перевищує всі інші регіони за багатством, культурою та пишністю, і порівнянна з Італією в цивілізованості».
У 1430-х він знову повернувся до Індії (Кілон, Кочі, Калікут, Камбей), а звідти на Близький Схід (Сокотра, Аден, Бербера в Сомалі, Джидда в Єгипті). Під час його подорожі суходолом через синайський півострів у 1436 році, він зустрівся з іспанським мандрівником Педро Тафуром, який залишив повідомлення про деякі пригоди Ніколо, включаючи докладні розповіді про Пресвітера Йоана.
В кінці своєї подорожі, приблизно в 1440 році, де Конті оселився в Каїрі, але в 1444 році місто вразила епідемія чуми, внаслідок якої загинула дружина Конті та двоє з його дітей. Після цього Конті вирішив повернутись до Венеції разом із двома своїми дітьми, що залишилися в живих. Він повернувся в Венецію у 1444 р., де залишався до кінця життя відомим та поважним купцем.

## Візит до папи і зустріч із Поджо Браччоліні
Під час своєї поїздки де Конті був змушений прийняти іслам, що уможливило його подальшу багаторічну подорож мусульманськими країнами Сходу. Після повернення він попросив аудієнції у Папи Євгенія IV (1431—1447), на якій просив у Папи прощення за його вимушене відступництво. Папа, що був як і де Конті венеційцем, виправдав його, встановивши як покуту обов'язок розповісти про свої подорожі особистому секретарю Папи Поджо Браччоліні на прізвисько Іль Погге. Історія, записана зі слів де Конті була опублікована в IV книзі Браччоліні «De Varietate Fortunae» («Про мінливості долі»).

## Вплив на європейські уявлення про Схід
Звіт, зроблений Поджо Браччоліні про подорожі де Конті є одним з найкращих описів відвідання європейцями країн Сходу в часи середньовіччя.
Вважається, що описи подорожей Нікколо де Конті, які спочатку потрапили в обіг у рукописній формі, істотно вплинули на європейське уявлення про географію територій навколо Індійського океану в середині XV століття. Вони були першими звітами з часів Марко Поло, що детально описували Зондські острови та Острови прянощів і є підстави вважати, що частина нової для європейців географічної та краєзнавчої інформації, що була відтворена на знаменитій карті Фра Мавро, була отримана венеційським монахом Фра Мавро у його особистих спілкуваннях з Нікколо. Звіти да Конті про східні країни, а особливо інформація щодо можливості обійти морем африканський континент сприяли активізації португальських і іспанських дослідницьких подорожей кінця XV століття.

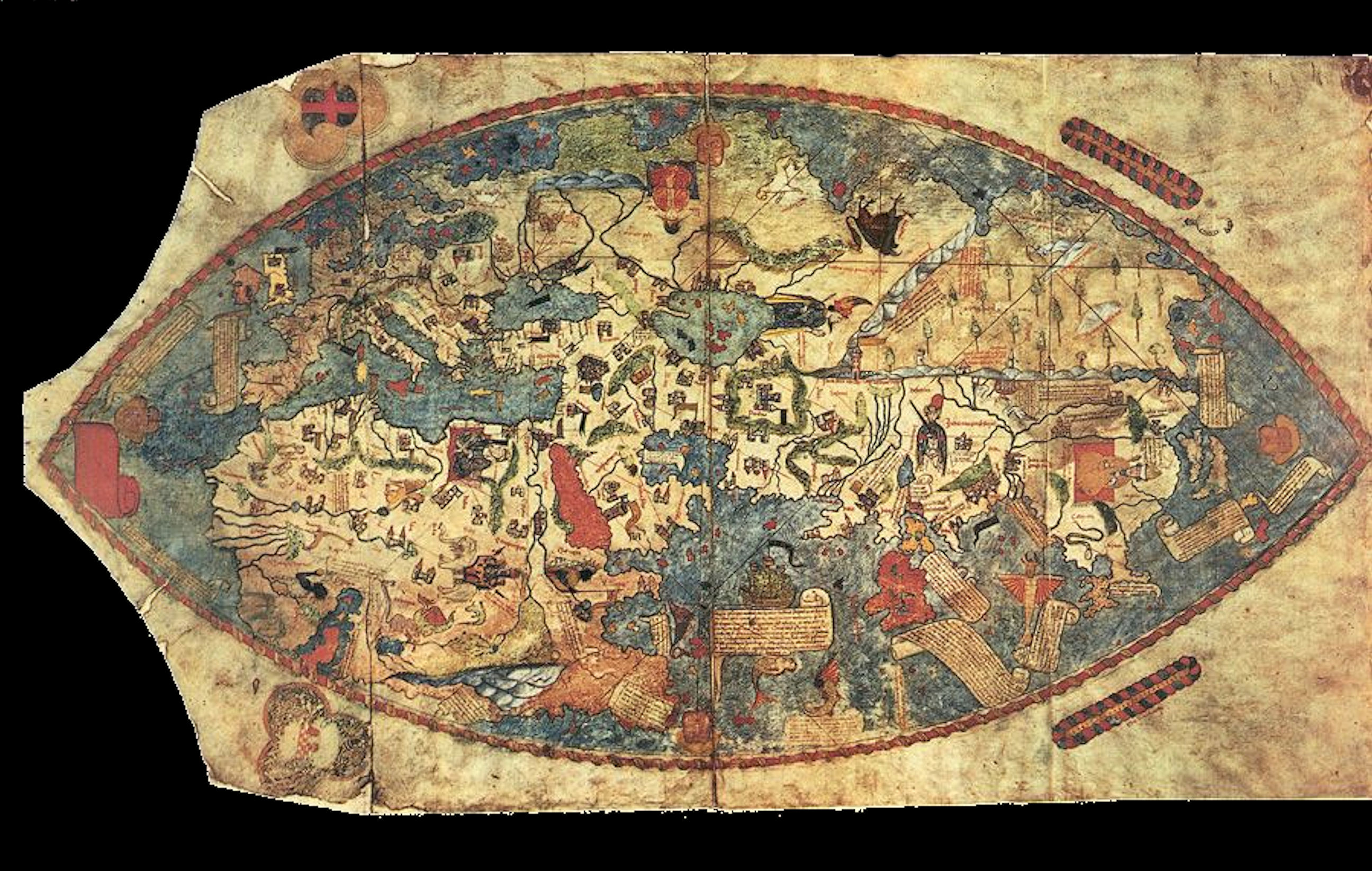
Звіти Нікколо де Конті вплинули на автора Генуезької карти 1457 року як у формі географічної концепції так і у вигляді кількох цитат та імен, взятих безпосередньо у Конті.

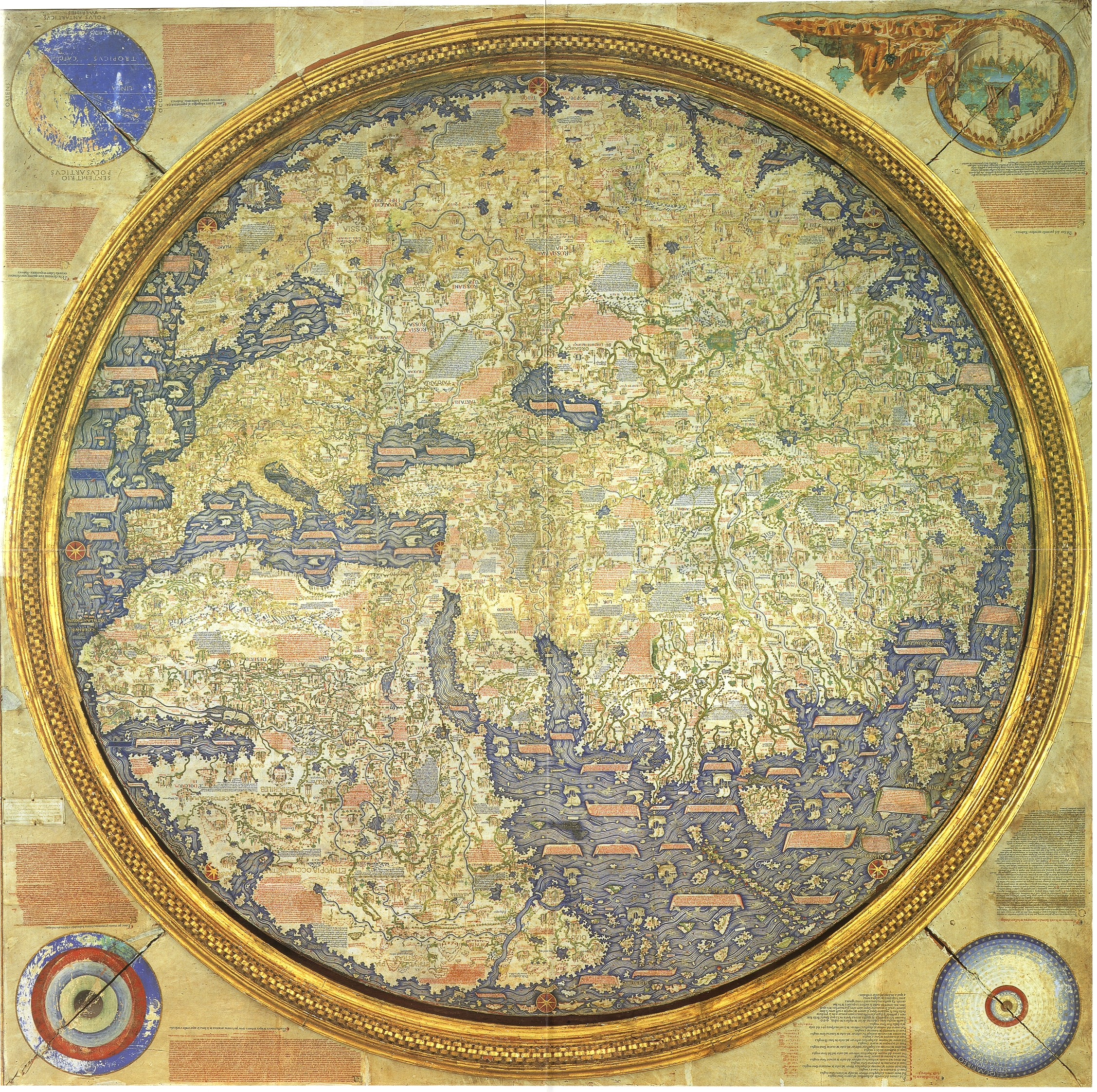
Карта Фра Мавро 1460 р. також багато в чому спиралася на інформацію, отриману від Конті.

Де Конті також вплинув на картографію XV століття, як це видно з Генуезької карти (1447—1457), а також з роботи картографа Фра Мавро, чия знаменита карта світу (1450) містить одне з найбільш детальних зображень Старого Світу. На цих двох картах багато нових назв різних місць та кілька дослівних описів були взяті безпосередньо зі звіту де Конті. Вважається, що «надійним джерелом», на яке посилався Фра Мавро у своїй роботі, був саме де Конті. На карті Мавро описується подорож «індійської зончо» («індійської джонки», мабуть, все ж таки йдеться про джонку з Китаю або якоїсь з країн Малайського архіпелагу, оскільки обидва ці регіони в той час часто називали Індією), за мис Доброї Надії в Атлантичний океан, здійснена близько 1420 року, що підтверджує можливість обійти Африку з півдня. У своїх описах Східної Азії де Конті описує величезні джонки близько 1.000 тон, значно більші за типові західні кораблі XV століття. Людиною «з Катая», що здійснила візит до папи Євгенія IV, про яку Паоло Тосканеллі згадує в своєму листі 1474 року до Христофора Колумба, міг бути саме де Конті, який, повернувшись зі сходу, зустрічався з папою Євгенієм в 1444 році.
Книгою Де Конті користувались кілька дослідників і авторів подорожей, такі як Людовико ді Вартема (1510) та Антоніо Пігафетта, який здійснив подорож навколо світу з експедицією Магеллана. Альфред Рассел Уоллес цитує зроблені де Конті описи народів Яви та Суматри у своїй книзі «Малайський архіпелаг» 1869 року.

## Видання
Перше друковане видання звіту де Конті було зроблено латиною Крістофором да Боллате в 1492 році і присвячене П'єтро Кара, який збирався у подорож до Індії. За ним послідували переклади на португальську (1502) та іспанську (1503). Здається, перше італомовне видання було перекладом з португальського, і вийшло у вигляді частини збірки звітів мандрівників, опублікованої в 1550 році Джованні Баттістою Рамузіо. Перше англійське видання було перекладено з іспанської і видане в 1579 році Джоном Фрамптоном в складі компіляції звітів про східні країни Марко Поло та де Конті.